# 미나미오사까조선초급학교
미나미오사까조선초급학교(일본어: 南大阪朝鮮初級学校  미나미오사카 조선 초급학교[*])는 일본 오사카시에 위치한 조선학교이다.

## 연혁
- 1947년 - 서성조선인 초등학교·항조선초급학교·사카이조선초등학교를 설치.
- 1949년 - 니시나리 사카이의 양교 폐쇄. 항조선 초급학교는 계속.
- 1958년 - 사카이 조선 초급학교를 재건.
- 1960년 - 니시나리구에 항조선 초중급학교 서성분교를 설치.
- 1968년 - 분교독립·이전, 서성조선 초중급학교를 개설.
- 1969년 - 유치반 설치.
- 1987년 - 항조선 초급학교 폐교. 서성조선 초중급학교에 통합.
- 1989년 - 니시오사카 조선 초중급학교로 개칭.
- 1991년 - 중급부 폐지. 니시오사카 조선 초급학교로 개칭.
- 2004년 - 사카이 조선 초급학교 폐교. 초급부를 니시오사카 조선 초급학교에 통합.
- 2010년 - 천주조선초급학교 폐교. 초급부·유치반을 니시오사카 조선 초급학교에 통합. 남 오사카 조선 초급학교로 개칭.

## 참고 자료
- 大阪民族教育60年誌編集委員会 (2005). 《大阪民族教育60年誌》. 大阪朝鮮学園. 다음 글자 무시됨: ‘和書

’ (도움말)